# Меттер (Джорджія)
Меттер (англ. Metter) — місто (англ. city) в США, в окрузі Кендлер штату Джорджія. Населення — 4004 особи (2020).

## Географія
Меттер розташований за координатами 32°23′48″ пн. ш. 82°3′45″ зх. д. / 32.39667° пн. ш. 82.06250° зх. д. (32.396607, -82.062596).  За даними Бюро перепису населення США в 2010 році місто мало площу 20,41 км², з яких 19,90 км² — суходіл та 0,52 км² — водойми.

## Демографія
Згідно з переписом 2010 року, у місті мешкало 4130 осіб у 1558 домогосподарствах у складі 1010 родин. Густота населення становила 202 особи/км².  Було 1791 помешкання (88/км²).
Расовий склад населення:
| - 54,2 % — білих - 38,1 % — чорних або афроамериканців - 1,2 % — азіатів - 0,1 % — вихідців з тихоокеанських островів - 0,1 % — корінних американців - 5,5 % — осіб інших рас |

До двох чи більше рас належало 0,8 %. Частка іспаномовних становила 8,2 % від усіх жителів.
За віковим діапазоном населення розподілялося таким чином: 26,8 % — особи молодші 18 років, 56,9 % — особи у віці 18—64 років, 16,3 % — особи у віці 65 років та старші. Медіана віку мешканця становила 36,7 року. На 100 осіб жіночої статі у місті припадало 88,2 чоловіків;  на 100 жінок у віці від 18 років та старших — 84,1 чоловіків також старших 18 років.
Середній дохід на одне домашнє господарство  становив 43 228 доларів США (медіана — 21 277), а середній дохід на одну сім'ю — 42 865 доларів (медіана — 24 063). Медіана доходів становила 30 038 доларів для чоловіків та 17 825 доларів для жінок. За межею бідності перебувало 35,8 % осіб, у тому числі 53,5 % дітей у віці до 18 років та 20,4 % осіб у віці 65 років та старших.
Цивільне працевлаштоване населення становило 1557 осіб. Основні галузі зайнятості: мистецтво, розваги та відпочинок — 20,2 %, освіта, охорона здоров'я та соціальна допомога — 19,5 %, роздрібна торгівля — 17,3 %.